# اچ‌ام‌سی‌اس کوموکس (ام‌سی‌بی ۱۴۶)
اچ‌ام‌سی‌اس کوموکس (ام‌سی‌بی ۱۴۶) (به انگلیسی: HMCS Comox (MCB 146)) یک کشتی است که طول آن ۱۵۲ فوت (۴۶ متر) می‌باشد. این کشتی در سال ۱۹۵۲ ساخته شد.